# Jan Lambrichs
Jan Lambrichs (* Maastricht, 21 de julio de 1915 – † Kerkrade, 20 de enero de 1990). Fue un ciclista holandés, profesional entre 1936 y 1954 cuyos mayores éxitos deportivos los obtuvo en la Vuelta a España donde obtuvo 2 victorias de etapa (una de ellas fue una contrarreloj por equipos) en la edición de 1946 quedando tercero en la clasificación.

## Palmarés
1946
- 3º en la Vuelta a España, más 1 etapa[1]

1948
- 1 etapa en la Vuelta a los Países Bajos
- 1 etapa en el Tour de Romandía

## Resultados en las Grandes Vueltas y Campeonatos del Mundo
| Carrera         | 1938 | 1939 | 1940 | 1941 | 1942 | 1943 | 1944 | 1945 | 1946 | 1947 | 1948 | 1949 | 1950 | 1951 | 1952 | 1953 | 1954 |
| --------------- | ---- | ---- | ---- | ---- | ---- | ---- | ---- | ---- | ---- | ---- | ---- | ---- | ---- | ---- | ---- | ---- | ---- |
| Giro de Italia  | -    | -    | -    | X    | X    | X    | X    | X    | -    | -    | -    | -    | -    | -    | -    | -    | -    |
| Tour de Francia | -    | 8º   | X    | X    | X    | X    | X    | X    | X    | -    | -    | Ab.  | -    | -    | -    | -    | -    |
| Vuelta a España | X    | X    | X    | -    | -    | X    | X    | -    | 3º   | -    | -    | X    | -    | X    | X    | X    | X    |
| Mundial en Ruta | -    | X    | X    | X    | X    | X    | X    | X    | -    | -    | Ab.  | -    | -    | -    | -    | -    | -    |

-: no participa 

Ab.: abandono 